# Арнолд I фон Гьотерсвик
Арнолд I фон Гьотерсвик (на немски: Arnold I. von Götterswick; Arnold I de Götterswich; Arnold I von Gotterswick; † сл. 1228) е благородник, господар на Гьотерсвик, днес част от град Фоерде, на десния бряг на Рейн в Северен Рейн-Вестфалия.

## Произход и наследство
Той е син на Евервин I/Евервинус де Гьотерсвик († сл. 1202), първият известен от рода.
Господарите фон Гьотерсвик резидират във водния замък „Хауз Гьотерсвик“, споменат през 1142 г., основан по време на Франкската империя от рицар Годерт и на него се нарича родът и селището „Годсвик“. Те поемат през 1241 г. господството Бентхайм-Щайнфурт.
Арнолд I фон Гьотерсвик умира след 1228 г. Неговият потомък Ебервин I фон Бентхайм (1397 – 1454), син на Арнолд III фон Гьотерсвик († 1403), наследява през 1421 г. графството Бентхайм и през 1451 г. господството Щайнфурт.

## Фамилия
Арнолд I фон Гьотерсвик се жени за фон Гемен, дъщеря на Хайнрих I фон Гемен († сл. 1234). Те имат трима сина:
- Евервин II фон Гьотерсвик († сл. 1280), женен за Берта ван Беек-Книп († пр. 1295); баща на:
  - Арнолд II фон Гьотерсвик († пр. 8 юни 1287), женен за Елизабет († сл. 1287); баща на:
    - Евервин III фон Гьотерсвик († сл. 1355), женен за Лиза († сл. 1355); има три деца
    - Арнолд фон Гьотерсвик († сл. 1295)
    - Имагина фон Гьотерсвик († сл. 1355), абатиса на манастир Гересхайм в Дюселдорф (1322 – 1355)
    - Мехтилд фон Гьотерсвик († сл. 1355), канонеса в Гересхайм (1322 – 1355)

  - Хайнрих фон Гьотерсвик († сл. 1300), каноник в Ксантен (1287 – 1300)
  - Бертрадис фон Гьотерсвик († сл. 1300), омъжена за граф Дитрих II фон Изенберг-Лимбург († 1327/1328)
  - Гуда фон Гьотерсвик († 1306), омъжена пр. 8 юни 1287 г. за Гозвин Щеке, бургман цу Холтен († сл. 1313)
- Готфрид фон Гьотерсвик († сл. 1273)
- Хайнрих фон Гьотерсвик († сл. 1287)